# Jemmeritz
Jemmeritz gehört zur Ortschaft Kakerbeck und ist ein Ortsteil der Stadt Kalbe (Milde) im Altmarkkreis Salzwedel in Sachsen-Anhalt, Deutschland.

## Geographie
Jemmeritz, ein zweiteiliges Straßendorf, liegt 9 Kilometer westlich von Kalbe (Milde) und 7 Kilometer nordöstlich von Klötze in der Altmark. Im Südosten liegt der Wohnplatz Alt Jemmeritz (auch Altjemmeritz), die ursprüngliche Gutssiedlung Jemmeritz.
Im Osten des Dorfes fließt der Kakerbecksche Mühlenbach, auch Bäke genannt. Südlich liegt das Waldgebiet Jemmeritzer Heide und das Jemmeritzer Moor.

## Geschichte

### Mittelalter bis Neuzeit
Jemmeritz wird erstmals in einem Lehnsbrief der von Alvensleben aus dem Jahre 1392 als jeedmerisse genannt. Weitere Nennungen sind: 1472 dat wüste dorp Gelmerize, 1598 das wüste dorff Gemmerize, 1506 Jemmeritz, 1655 und 1687 Jemmeritz, so auch 1804 Jemmeritz, adliges Gut mit Schäferei, Wassermühle am Mühlenbach, Forsthaus und Ziegelei.
Am Anfang des 17. Jahrhunderts wurde das Vorwerk Jemmeritz, der spätere Gutshof, wohl auf der wüsten Feldmark des ursprünglichen Rundplatzdorfes und eine Wassermühle durch die von Alvensleben errichtet. Beide gehörten damals zu Zichtau. Der letzte Betreiber der Mühle war Wilhelm Hosenthin. Er gab die Mühle zwischen 1928 und 1930 auf. Einige Jahre später stürzte sie ein.
Zu Beginn den 20. Jahrhunderts war C. August Damke 10 Jahre Gutsbesitzer und gründete die Kolonie Neu-Jemmeritz, das heutige Jemmeritz. Sein Gedanke war, durch eine Rentengutskolonie die Ländereien von Jemmeritz wieder voll zu nutzen. Durch seinem Aufruf in verschiedenen Zeitungen konnte er 18 Besitzer gewinnen, denen er durch Vermittlung von finanziellen Mitteln zum Bau von eigenen Grundstücken verhalf. Das ursprüngliche Jemmeritz südlich davon erhielt später den heutigen Namen Alt Jemmeritz.
Damke errichtete 1908 das Schloss, ein villenähnliches Gebäude im englischen Stil mit einem Eckturm. Vor 1928 übernahm der letzte Besitzer des Gutes, der Generaldirektor Bruno Paul Reinicke aus Chicago, ein Deutsch-Amerikaner, auch das Schloss zwischen der Bäke und dem letzten Hügel der Hellberge, was seine Familie bewohnte. Die Familie ging nach dem Krieg wieder in die USA. 1945 wurde das Schloss geplündert und teilweise abgerissen. Heute ist nur noch ein Ruinenrest zu sehen.
Im Jahre 1957 wurde in Jemmeritz die erste Landwirtschaftliche Produktionsgenossenschaft vom Typ I gegründet, die LPG „Neuland“. 1957 war sie vom Typ II und seit 1958 vom Typ III. Jedoch wurde im Jahre 1960 auch noch die LPG Typ I „Schaffenskraft“ gegründet. In dieser Form der Genossenschaft hatten die Bauern ihr eigenes Vieh und bewirtschafteten gemeinsam die eigenen Felder. Bis 1974 konnten sich die Bauern wehren, von der LPG Typ III „geschluckt“ zu werden.

### Herkunft des Ortsnamens
Franz Mertens führt den Ortsnamen auf die Wortstämme jelm für den Baum Ulme und auf retza oder rize für Bach zurück. Jemmeritz kann man also mit Ulmenbach übersetzen.

### Vorgeschichte
In der Nähe lag das Großsteingrab Jemmeritz.

### Naturdenkmal Kroneneiche und Jemmeritzer Moor
Im Norden von Alt Jemmeritz stand eine über 1000-jährige Kroneneiche. Sie ist 2012 abgestorben. Hauptursache dafür war das Verfüllen der Senke und die Aufschüttung im Stammbereich  mit Bauschutt und anderem bis in die 1980er Jahre. „Der Baum wurde aus Unwissenheit geschädigt“, so meinte ein Mitarbeiter der Naturschutzbehörde.
Südlich des Dorfes befindet sich das Naturschutzgebiet Jemmeritzer Moor, das seit 1978 unter Schutz steht.

### Eingemeindungen
Ursprünglich gehörte das Gut zum Arendseeischen Kreis der Mark Brandenburg in der Altmark. Zwischen 1807 und 1810 lag der Ort im Kanton Zichtau auf dem Territorium des napoleonischen Königreichs Westphalen. Nach weiteren Änderungen gehörte das Gut ab 1816 zum Landkreis Gardelegen. Ende des 19. Jahrhunderts wurde das adlige Gut in einen Gutsbezirk umgewandelt.
Am 17. Oktober 1928 wurde der Gutsbezirk Jemmeritz in eine Landgemeinde Jemmeritz umgewandelt mit der Maßgabe, die am Königsgraben gelegenen Exklaven mit der Gemeinde Schenkenhorst zu vereinigen.
Die Gemeinde Jemmeritz wurde am 25. Juli 1952 in den neuen Kreis Kalbe (Milde) umgegliedert. Am 1. August 1973 wurde Jemmeritz in die Gemeinde Kakerbeck eingemeindet. Seit dem 1. Januar 2010 gehört der Ortsteil Jemmeritz zur neu entstandenen Ortschaft Kakerbeck und zur Stadt Kalbe (Milde).

### Einwohnerentwicklung
| Jahr | Einwohner |
| ---- | --------- |
| 1774 | 34        |
| 1789 | 31        |
| 1798 | 68        |
| 1801 | 65        |
| 1818 | 74        |
| 1840 | 91        |
| 1864 | 62        |

| Jahr | Einwohner |
| ---- | --------- |
| 1871 | 80        |
| 1885 | 69        |
| 1892 | [00]71    |
| 1895 | 55        |
| 1900 | [00]61    |
| 1905 | 41        |
| 1910 | [00]184   |

| Jahr | Einwohner |
| ---- | --------- |
| 1925 | 190       |
| 1939 | 179       |
| 1946 | 246       |
| 1964 | 185       |
| 1971 | 179       |
| 2006 | 118       |
| 2015 | 109       |

| Jahr | Einwohner |
| ---- | --------- |
| 2016 | 102       |
| 2017 | 096       |
| 2018 | 101       |
| 2020 | [00]97    |
| 2021 | [00]96    |
| 2022 | [0]84     |
| 2023 | [0]93     |

Quelle, wenn nicht angegeben, bis 2006 und 2015 bis 2018

## Religion
Die evangelischen Christen aus Jemmeritz gehören zur Kirchengemeinde Kakerbeck, die früher zur Pfarrei Kakerbeck gehörte. Heute werden sie betreut vom Pfarrbereich Kalbe-Kakerbeck im Kirchenkreis Salzwedel im Bischofssprengel Magdeburg der Evangelischen Kirche in Mitteldeutschland.
Die katholischen Christen gehören zur Pfarrei St. Hildegard in Gardelegen im Dekanat Stendal im Bistum Magdeburg.

## Veranstaltungen
Im Januar 2023 findet bereits zum 15. Mal das alljährliche Eiswassertreten, welches stets zu Heilige Drei Könige veranstaltet wird, statt.